# Grafema
En lingüística, el grafema (del grec γράφω, "escric") és la unitat contrastiva mínima de l'escriptura d'una llengua determinada.
Segons el sistema d'escriptura, un grafema pot tenir realitzacions gràfiques i fonètiques diverses. Heus ací alguns exemples:
- En els sil·labaris, per exemple en japonès, un grafema sol representar una síl·laba.
- En un abjad, per exemple en hebreu, un grafema sol representar una consonant.
- En un sistema d'escriptura logogràfica, com en xinès, un grafema pot representar un concepte, una paraula, un morfema, etc.
- En un alfasil·labari o abugida, un grafema sol representar una consonant amb una vocal o un únic fonema.
- En un alfabet, per exemple en català, una lletra o un grup de lletres poden constituir un grafema. Es considera grafema qualsevol lletra o grup de lletres (dígrafs) que tingui una referència fònica i/o sèmica.

## Grafemes en català
Podem classificar els grafemes en dues categories principals:
- Fonogrames: grafemes que transcriuen fonemes, els més freqüents en català. És el cas de f en fixar o de gu en eixugui. En aquest últim cas, l'ús del grafema gu o g ve determinat per la seua posició en la paraula.
- Morfogrames:[1] grafemes que transcriuen morfemes. És el cas de r en fixar.

Així, en català central estàndard, en el mot eixugui distingim cinc grafemes: e pel fonema [ə], ix pel fonema [ʃ], u pel fonema [u], gu pel fonema [g], i pel fonema [i]. En fixar, però, distingim cinc grafemes: f pel fonema [f], i pel fonema [i], x pels fonemes [k][s], a pel fonema [a], r pel morfema d'infinitiu. Aquest exemple depèn, és clar, del dialecte considerat.